# Patrick Assenheimer
Patrick Assenheimer (* 28. April 1992 in Lehrensteinsfeld) ist ein deutscher Automobilrennfahrer und gelernter Mechatroniker.

## Karriere

### Langstrecken-Meisterschaft
Patrick Assenheimer begann seine Motorsportlaufbahn im Tourenwagensport. Er startete erstmals 2011 für das Team Autoarena Motorsport mit einem Mercedes-Benz C 230 V6 in der VLN Langstreckenmeisterschaft Nürburgring und beim 24-Stunden-Rennen auf dem Nürburgring, dass er mit einem Sieg in der V4-Klasse beendete. Er konnte das Ergebnis in den folgenden Jahren bis 2015 viermal in Folge wiederholen. In den Jahren 2017 und 2018 ging er mit der mit einem Mercedes-AMG GT3 beim 24-Stunden-Rennen auf dem Nürburgring in der GT3-Klasse an den Start.
2013 fuhr er eine Saison in der Mini Trophy für das Team Petronas-Assenheimer Racing und erreichte den fünften Gesamtplatz in der Jahreswertung.

### ADAC GT Masters
Seit 2014 startet er in der ADAC GT Masters. In den ersten beiden Jahren fuhr er zusammen mit Diego Alessi eine Corvette Z06-R GT3 von Callaway Competition. In der Saison 2016 pilotierte er mit Dominik Schwager eine Corvette C7 GT3-R und wurde Zehnter in der Gesamtplatzierung und dritter in der Junior-Trophy-Wertung.
Die beiden Saisons 2017 und 2018 bestritt er die ADAC GT Masters mit einem Mercedes-AMG GT3.
2015 fuhr er mit einem Mercedes-AMG GT3 eine Saison in der Blancpain GT Series im Endurance Cup in der Pro-Wertung. Im gleichen Jahr erreichte er beim DMV Grand Turismo Touring Car Cup auf dem Nürburgring in einer Corvette GT3 einen Doppelsieg.
Assenheimer ging in den Jahren 2015 bis 2017 als Gaststarter bei mehreren 24-Stunden-Langstreckenrennen in Barcelona, Dubai, Paul Ricard und Spa-Francorchamps im Rahmen der Hankook 24H Series an den Start.